# 전생귀족의 이세계 모험록 ~자중을 모르는 신들의 사도~
전생귀족의 이세계 모험록 ~자중을 모르는 신들의 사도~(老後に備えて異世界で8万枚の金貨を貯めます)는 야슈가 원작한 일본의 라이트 노벨 소설 작품이다. 「소설가가 되자」에서 연재되어 서적이 사가 포레스트(히후미 쇼보)에서 간행되고 있다. 일러스트는 제1권이 요츠바, 제2권 이후는 모가 담당.